# ようこそ!FACT(東京S区第二支部)へ
『ようこそ！FACT（東京S区第二支部）へ』（ようこそファクトとうきょうだいにしぶへ）は、魚豊による日本の漫画作品。

## 概要
『マンガワン』（小学館）にて、2023年8月21日から開始され、先読みで2024年2月19日まで連載された。連載開始時のキャッチコピーは「恋と陰謀」。非正規社員の青年と女性のラブストーリーを描いた物語。2024年6月時点での累計部数は10万部を突破。

## 登場人物
渡辺 拓也（わたなべ たくや）
本作の主人公。19歳。非正規社員で冷蔵倉庫勤務。
飯山 栞（いいやま しおり）
本作のヒロイン。W大学社会学部麻生ゼミ。家が裕福で、意識が高め。

### 栞の周りの人物
飯山 哲
栞の父。作家、ディレクターであり、東京S大学客員教授。
平子 蛍（ひらこ ほたる）
NPO法人『ペリパトス』を設立する活動家、テレビタレント。

### FACT

#### 本部
マモル
FACT創設者。
高嶺
FACT本部の会員。

#### 東京S区第二支部
センセー
東京S区第二支部の呼びかけ人。
辰巳
会社経営者で2児の父。
小竹
無職。
吉瀬
老後を陰謀論に費やしている。

#### 事業家集団CHOSEN
勧誘・講演会により金を稼ぐ詐欺グループ。
丸山
CHOSENの"成功者"とされる者の一人。
品川 銀太
渡辺を騙し、勧誘データを盗み、講演者となった男。

## 作風
オカモトショウによると、「陰謀論者と呼ばれてる人」には「どうしてそうなるのかな？」と思う部分があるが、「それぞれの人に正義があって、一生懸命に生きて」おり、本作は「そういう部分も描かれていく」と語った。北野武監督の『首』ではないが、本作には「ヤバいんだけど笑える場面」が描かれている。

## 制作背景

### 構想
魚豊は2021年アメリカ合衆国議会議事堂襲撃事件やその翌年のロシア・ウクライナ戦争から、「陰謀論は大きな事象」で「人間がずっと付き合っていかなければならないもの」と考えていた。
『チ。-地球の運動について-』の完結を目前に控えたころ、すでに制作作業が全て終了していた魚豊は次回作の構想に着手する。それまで「現代の社会では受け入れられているものに熱中していく人たちの物語」を描いてきたため、今作では「社会的にあまり受け入れられていないものに熱中する人の物語に挑戦したい」と考えた。当初は「「荒らし」のコミュニティのなかに師弟関係があって、それを「週刊少年ジャンプ」の友情努力勝利のフォーマットで描いたら面白い」とひらめいたが、「そこからいくら考えても勝ち筋が見えなかった」という。構想中はコロナ禍のさなかであり、もともと興味のあった陰謀論がインターネット上に溢れていた。そんな折、『現代思想』（青土社）2021年5月号の陰謀論特集において「陰謀論者の「不安」」（石戸諭）という論考を目にする。「個人的な感情である恋愛と、政治的な姿勢である陰謀論」が直線的に繋がるのではと考えた魚豊は、「その方向性なら4巻くらいで完結する物語ができそうだと、”筋”が見え」たため、「陰謀論」をテーマに置いた。本作を描くにあたり「屈辱」と飯山のかっこよさは不可欠であり、屈辱を「描けなければ全てが崩れる」ほど重要としている。飯山が「読者から嫌われたら終わり」と捉え、「かっこいい人」のつもりで描いているという。

### 恋について
本作は魚豊にとって初のラブコメ作品である。普段ラブコメに馴染みのない魚豊は不安だったが、『アオのハコ』（三浦糀）の内容が腑に落ちたため、飯山を描く方向の指標となった。ラブの部分では「誰かを好きになることで、それまでの自分からは遠かったものまで好きになる」ことを重視した。ただし相手から影響を受けてコピーするのではなく、よりオリジナルな自分に変化していく部分を描きたかったと語っている。
本作の大きなテーマに”格差”がある。経済的・文化的格差があっても「心だけは平等」というのが魚豊の主張。「人と人がどう対等に話すのか、その平等さをどう取り戻せるのか」や、格差のある者同士でも通じ合えるという点は、本作で「描きたかったことのひとつ」となった。こうしたコンセプトから、渡辺と飯山はあえて「社会的な格差」のあるキャラクターに設定されている。
作中には「恋をすること」という台詞が3度登場する。蓮見翔は、当該台詞の場面で「ビクッ」となったといい、「意見としてベタなことが、あそこで出てくるっていう、組み立て方でスパイスになるっていうのはすごい」と語っている。これについて魚豊は、青春や恋は必要な概念で大事なものだが「わざわざ若ぶらなくてもいいし、逆に成熟した感じで重々し過ぎなくてもいいし、大人が大人のまま、派手じゃなくても等身大で何かに頑張って、自分なりに戦っていれば、すごく青春だ」と捉え描いているとのこと。なお「いきなり告白するネタ」はまさに蓮見のダウ90000から影響を受けている。

### 陰謀論について
現代は「よくわからない存在として陰謀論者を切り捨てるのではなく、共感できなくても認知はする」ことが大事だと捉え、陰謀論者は「自分たちと地続きな存在である」という描き方をし、「嘲笑するような描き方は絶対にしない」意向で制作されている。「ワクチンや実在の政党名など、現実の社会情勢」を描かない理由は、「現実の社会情勢」は「すでに素晴らしい作品がたくさんあり」、それを真似するより「もっと自分の自由なフィクションの世界で陰謀論に迫りたい」と魚豊が考えていたためである。「社会問題や個別具体的な”陰謀論そのもの”の話ではなくて、ある状況下において”陰謀論を信じてしまう人”を描く事で、本質的なところに焦点を当てたかった」とした。そのために「陰謀論関係の本」を読み、オカルト・スピリチュアル・悪徳商法研究家の雨宮純および、新聞記者や陰謀論を研究する政治学者への取材を行っている。雨宮純は単行本表紙の制作協力にも携わった。
「陰謀論の信者を作っていくテクニック」は取材と発想のミックスで制作されたが、「取材からわかっていることが多い」という。「恋愛も陰謀論も詳しいわけではない」ため、企画時における魚豊は描けるのか気がかりだったが、調べるにつれて興味深くなっていった。「物事を深読みしがちなところがある」人は陰謀論に陥るが、その心理を恋愛に置きかえると身に覚えがあるため、陰謀論者のイメージしにくい心理を恋愛と絡めれば「身近なこととして描けるかもしれない」と、魚豊は発見したという。「リスキーな作品」でいて「最終的には”ショボさ”に行き着きたい」とし、「露悪的にならないよう、意識」しながらも「そういうクライマックスの展開を描きたい」と語っている。
「陰謀論」を「ひたすら辛くて陰鬱としていて、陰謀論に足を踏み入れていく」とはせず、読者が「フラットな気持ちで読めるように」するため、今までの魚豊の作品にはない「日常的な情けなさをギャグとして」描かれた「コミカルなシーン」が存在している。

### 登場人物や場面について
魚豊は渡辺について、「『どんな経験も無駄じゃない』という理想論を描きたかった」としている。現実では困難だと思われることでも、「理想を伝えるのがフィクションの魅力であり、大切な一つの力」だと捉え制作している。かつての魚豊は、好きな漫画作品が低評価だった際に憤りを感じる「被害妄想をするタイプ」であり、それが渡辺の人物像形成に生かされている。
飯山は「世の中を良くしよう」と考えるような、魚豊が立派だと思う知人を一緒くたに参考にしたためイメージしやすく、渡辺より先に「キャラクター像が固まっていた」という。渡辺と飯山が会う場面にはたびたび夕日が登場するが、これは「心の平等さ」のほか、「現在の自分の感受性が最終決定稿なのではなく、人との出会いによってどんどん更新されていくもの」という希望が込められている。

## 評価
2024年12月6日発売の『ダ・ヴィンチ』2025年1月号における「BOOK OF THE YEAR2024」にて2位を獲得。2024年12月13日発売の『このマンガがすごい！ 2025』におけるオトコ編にて35位を獲得。
プロデューサーの佐久間宣行は「めちゃくちゃ面白い」と称賛した。魚豊の1作目『ひゃくえむ。』、2作目『チ。-地球の運動について-』、3作目の本作を「全部面白い」として「クオリティの高さ」を評している。ライター・編集者の山脇麻生は「恋と陰謀の話で、啓蒙と信仰の話でもあった」といい、「通読して今を見通したような気持ちに」なると分析した。Vtuberの因幡はねるは『チ。-地球の運動について-』と本作が「似ているようで正反対の話」であり、魚豊の「振り幅の広さ」を評価している。

## 書誌情報
- 魚豊『ようこそ！FACT（東京S区第二支部）へ』小学館〈裏少年サンデーコミックス〉、全4巻
  1. 2023年12月12日発売[1][17]、ISBN 978-4-09-853061-8
  2. 2024年3月12日発売[18]、ISBN 978-4-09-853157-8
  3. 2024年6月11日発売[19]、ISBN 978-4-09-853387-9
  4. 2024年9月19日発売[20]、ISBN 978-4-09-853596-5